# José Rodríguez-Spiteri
José Rodríguez-Spiteri Palazuelo (28 de diciembre de 1945), es un antiguo diplomático español.

## Biografía
Es sobrino de Carlos Rodríguez-Spiteri y primo de Manuel Gómez-Acebo Rodríguez-Spiteri.
Licenciado en Derecho, ingresó en 1972 en la carrera diplomática. Estuvo destinado en las representaciones diplomáticas españolas en la India, Múnich y México. En 1983 fue nombrado jefe de Medios Operativos de la Presidencia del Gobierno y en 1990 pasó a ocupar el cargo de director general de Política Exterior para América del Norte y Asia. En 1994 fue designado director general de Política Exterior para Europa y, posteriormente, director general de Política Exterior para Europa y América del Norte, embajador de España en Portugal y embajador de España en la República Federal Alemana. En 2005 fue designado embajador en Misión Especial para Proyectos en el Marco de la Integración Europea, cargo que ocupó hasta su cese en 2009.